# 飯井駅
飯井駅（いいえき）は、山口県萩市大字三見字前水無にある、西日本旅客鉄道（JR西日本）山陰本線の駅である。事務管コードは▲640788。

## 歴史
当地出身の山口県議会議員（当時）河村定一（衆議院議員河村建夫の父）の発案によって新設された。

### 年表
- 1964年（昭和39年）1月21日：国鉄山陰本線三見駅 - 長門三隅駅間に新設[2]。旅客営業のみの無人駅[3]。
- 1987年（昭和62年）4月1日：国鉄分割民営化に伴い、西日本旅客鉄道（JR西日本）の駅となる。
- 2013年（平成25年）7月28日：豪雨災害に伴い線路が被災、一時当駅を含む益田駅 - 長門市駅間が運休（※当駅を含む奈古駅 - 長門市駅間については同年8月4日に運行再開）。

## 駅構造

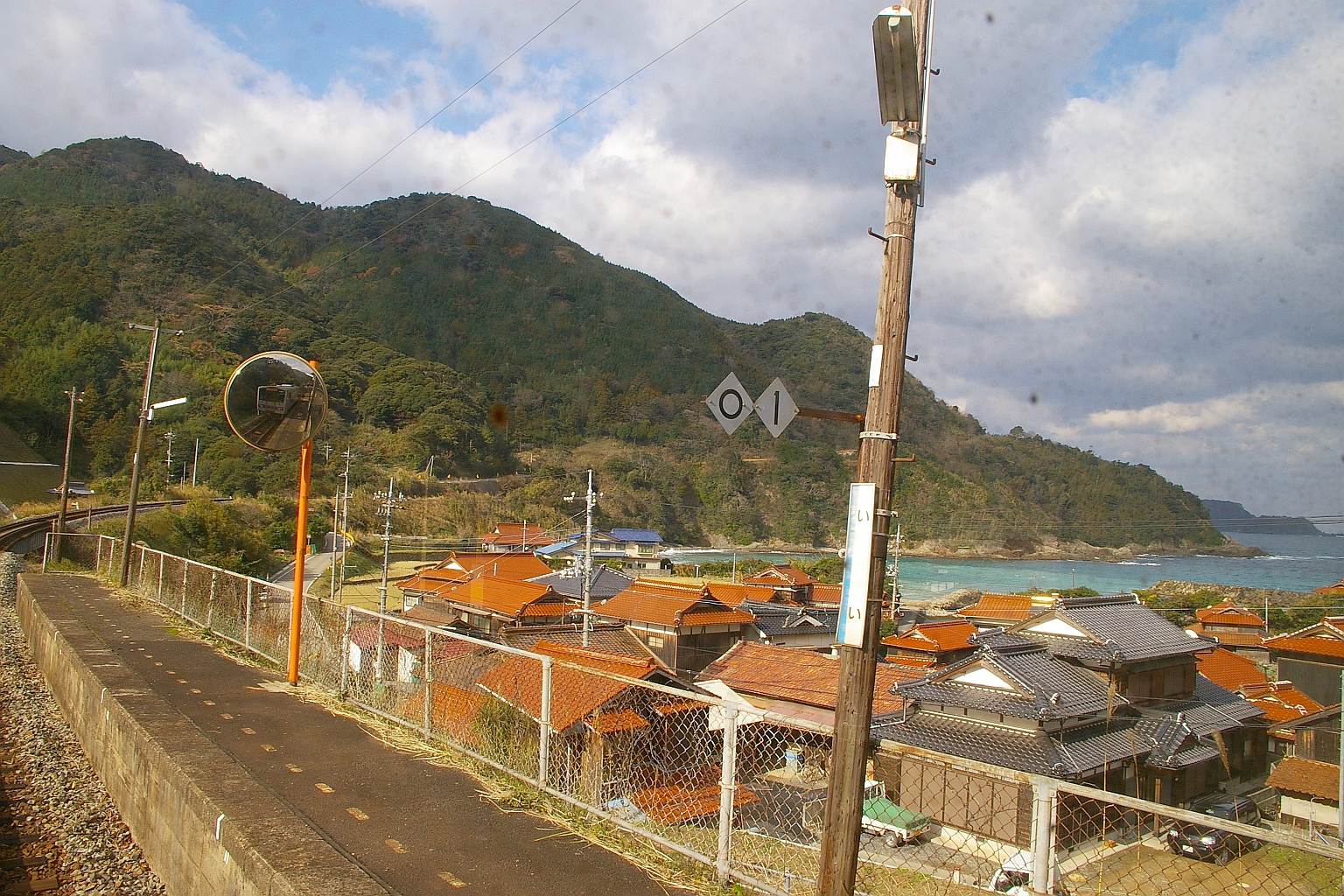
飯井駅に停車中の列車から日本海を眺める

長門市方面に向かって右側に単式ホーム1面1線を有する高架駅（停留所）。棒線駅のため、長門市方面行益田方面行双方が同一ホームに発着する。長門鉄道部管理の無人駅。駅舎は待合所兼用のもののみで、事実上直接ホームに入る形となっている。
備考
- 集落山側にあり、駅は斜面上のかなり高い所にある。駅まではかなり長いスロープを上る。

## 利用状況
近年の1日平均乗車人員の推移は以下の通り。
| 乗車人員推移 | 乗車人員推移 |
| 年度         | 1日平均人数  |
| ------------ | ------------ |
| 1999         | 77           |
| 2000         | 31           |
| 2001         | 29           |
| 2002         | 23           |
| 2003         | 18           |
| 2004         | 17           |
| 2005         | 24           |
| 2006         | 20           |
| 2007         | 16           |
| 2008         | 12           |
| 2009         | 11           |
| 2010         | 12           |
| 2011         | 10           |
| 2012         | 10           |
| 2013         | 11           |
| 2014         | 10           |
| 2015         | 10           |
| 2016         | 9            |
| 2017         | 8            |
| 2018         | 8            |
| 2019         | 6            |
| 2020         | 4            |
| 2021         | 3            |
| 2022         | 2            |

## 駅周辺
駅は山と海に囲まれた飯井という漁港集落にあり、ホームからは漁港の外に広がる日本海が一望できる。
すぐ近くを萩市と長門市との市境である水無浴という川が流れる。集落は水無浴両岸に跨っている（萩市三見飯井、長門市三隅中飯井）が、駅は川の萩側手前にある。集落としても萩市側の方が広い。なお、集落の前後が狭隘となっているため、バスの運行は設定されていない。
- 山口県道64号萩三隅線

## その他
近年、地元では「ローマ字表記なら世界最短の駅名」として当駅をPRする動きがある。ローマ字表記なら津駅の「Tsu」よりも1文字少ない2文字だが、ローマ字表記2文字の駅は他に粟生駅（Ao）、小江駅（Oe）、頴娃駅（Ei）がある中で、当駅を「ローマ字（Ii）で書いた時の書体の幅が一番小さいので、最短」であるとしている。山陰本線を走る観光列車『○○のはなし』でも、当駅を通過する際に「世界最短の駅名」であることが車内で紹介されている。なおギネス世界記録には認定されていない。

## 隣の駅
西日本旅客鉄道（JR西日本）
■山陰本線
三見駅 - 飯井駅 - 長門三隅駅